# José Manuel Sierra
José Manuel Sierra Méndez (Moguer, Huelva, Andalucía, 21 de mayo de 1978) es un exjugador español de balonmano. Actuaba en la demarcación de portero, mide 1,94 m y pesa 92 kg, y militó en varios equipos de la Liga Asobal, la Liga francesa y la Liga húngara.
El 27 de enero de 2013 conquistó el oro en el Mundial de Balonmano, siendo el quinto mejor portero del campeonato con un 39,3 % de paradas. En la actualidad, es el segundo entrenador de Alberto Entrerríos en el Limoges Hand 87.

## Biografía deportiva
Inició su carrera en las categorías inferiores del Club Balonmano Pedro Alonso Niño de Moguer, evolucionando hasta convertirse en el jugador más importante del cuadro amarillo. Fruto de su trabajo en el conjunto moguereño se fijaron en él los ojeadores de los equipos de División de Honor, siendo fichado en la temporada 1996-97 por el F. C. Barcelona, equipo en el cual consiguió 5 Ligas ASOBAL, 3 Copas del Rey, 1 Copa ASOBAL, 4 Copas de Europa y 3 Supercopas de Europa. 
Buscando ser uno de los mejores guardametas de España fichó, en el año 2000, por el BM Valladolid sumando a sus vitrinas de trofeos 1 Copa ASOBAL. El año 2003 pasó a jugar en el CB Ciudad Real con el que ganó su quinta Liga ASOBAL y una Copa ASOBAL. En el año 2004 volvió al CB Valladolid equipo en el que estuvo hasta la temporada 2011/2012, consiguiendo sumar 2 Copas del Rey y la Recopa de Europa 2008-2009, en cuya final Sierra fue MVP. 
En la temporada 2012-2013 fichó por el Paris Saint Germain HB, que de la mano de su propietario confeccionó un equipo de grandes estrellas mundiales, lo que propició que en la temporada 2012-2013 ganara la Liga francesa. Continuó la temporada 2013-2014, donde consiguió la Copa de Francia. La siguiente temporada 2014-2015 fichó por el equipo húngaro SC Pick Szeged donde jugó hasta el año 2019. Desde el año 2020 al 2022 jugó en el Club Deportivo Bidasoa, donde se retiró.
Está por encima de la centena de convocatorias con la Selección absoluta de balonmano. Su incorporación a la selección absoluta fue en los Juegos Mediterráneos de Almería de 2005, consiguiendo la medalla de oro; ha jugado el Europeo de 2008, el Mundial de 2009, Europeo de 2010, Europeo de 2012
En el Mundial de Balonmano de 2013 conquistó la medalla de oro y fue el quinto mejor portero del mundial con un porcentaje de paradas del 39,3% (33 paradas de 81 lanzamientos). Tuvo una gran actuación todo el campeonato, pero especialmente en los cuartos de final, frente a la selección alemana.
En el Campeonato de Europa de 2014 consiguió la medalla de bronce. En esta ocasión fue el portero titular con un porcentaje de paradas del 32% (64 paradas de 198 lanzamientos). En el Mundial de Balonmano de 2015 quedó clasificado en cuarta posición.
En su último partido como profesional fue proclamado como mejor portero de la Copa Asobal 2022, tras lograr el subcampeonato de la competición con Bidasoa Irún. La  Real Federación Española de Balonmano, en su gala anual del 11 de junio de 2022, le concedió la Medalla e Insignia de Oro al Mérito Deportivo por su trayectoria.

## Equipos

### Como jugador
- CB Pedro Alonso Niño de Moguer (1986-1996).
- F. C. Barcelona (1996-2000).
- BM Valladolid (2000-2003).
- BM Ciudad Real (2003-2004).
- BM Valladolid (2004-2012).
- Paris Saint Germain HB (2012-2014)
- SC Pick Szeged (2014-2018).
- USM Saran (2018-2020).
- Club Deportivo Bidasoa (2020-2022).

### Como entrenador
- Limoges Hand 87 (2022-presente): segundo entrenador.

## Palmarés

### Clubes
Títulos Nacionales:
- 5 Ligas ASOBAL: 1996-1997, 1997-1998, 1998-1999 y 1999-2000 (F. C. Barcelona); 2003-2004 (CB Ciudad Real).
- 1 Liga de Francia: 2012-13 (Paris Saint Germain HB)
- 5 Copas del Rey: 1996-1997, 1997-1998 y 1999-2000 (F. C. Barcelona); 2004-05 y 2005-06 (BM Valladolid).
- 3 Supercopas de España:  1996-1997, 1997-1998 y 1999-2000 (F. C. Barcelona).
- 3 Copas ASOBAL: 1999-2000 (F. C. Barcelona); 2002-2003 (BM Valladolid); 2003-2004 (CB Ciudad Real).
- 1 Liga húngara de balonmano: 2018 (SC Pick Szeged)

Títulos internacionales:
- 4 Copas de Europa: 1996-1997, 1997-1998, 1998-1999 y 1999-2000 (las cuatro con el F. C. Barcelona).
- 1 Recopa de Europa: 2008-2009 (BM Valladolid).
- 3 Supercopas de Europa: 1997, 1998 y 1999 (las tres con el F. C. Barcelona).
- 3 Liga de los Pirineos: 1997, 1998 y 1999 (las tres con el F. C. Barcelona).

### Selección
- Medalla de Oro en los Juegos Mediterráneos de Almería de 2005
- Medalla de Oro en el Campeonato Mundial de Balonmano Masculino de 2013.
- Medalla de bronce en el Campeonato de Europa de 2014